# Bad Aibling
Bad Aibling je lázeňské město v německé spolkové zemi Bavorsko, v zemském okrese Rosenheim ve vládním obvodu Horní Bavorsko.
Žije zde přibližně 20 tisíc obyvatel.

## Poloha města
Sousední obce jsou: Bad Feilnbach, Bruckmühl, Großkarolinenfeld, Irschenberg, Kolbermoor a Tuntenhausen.

## Odposlouchávací stanice

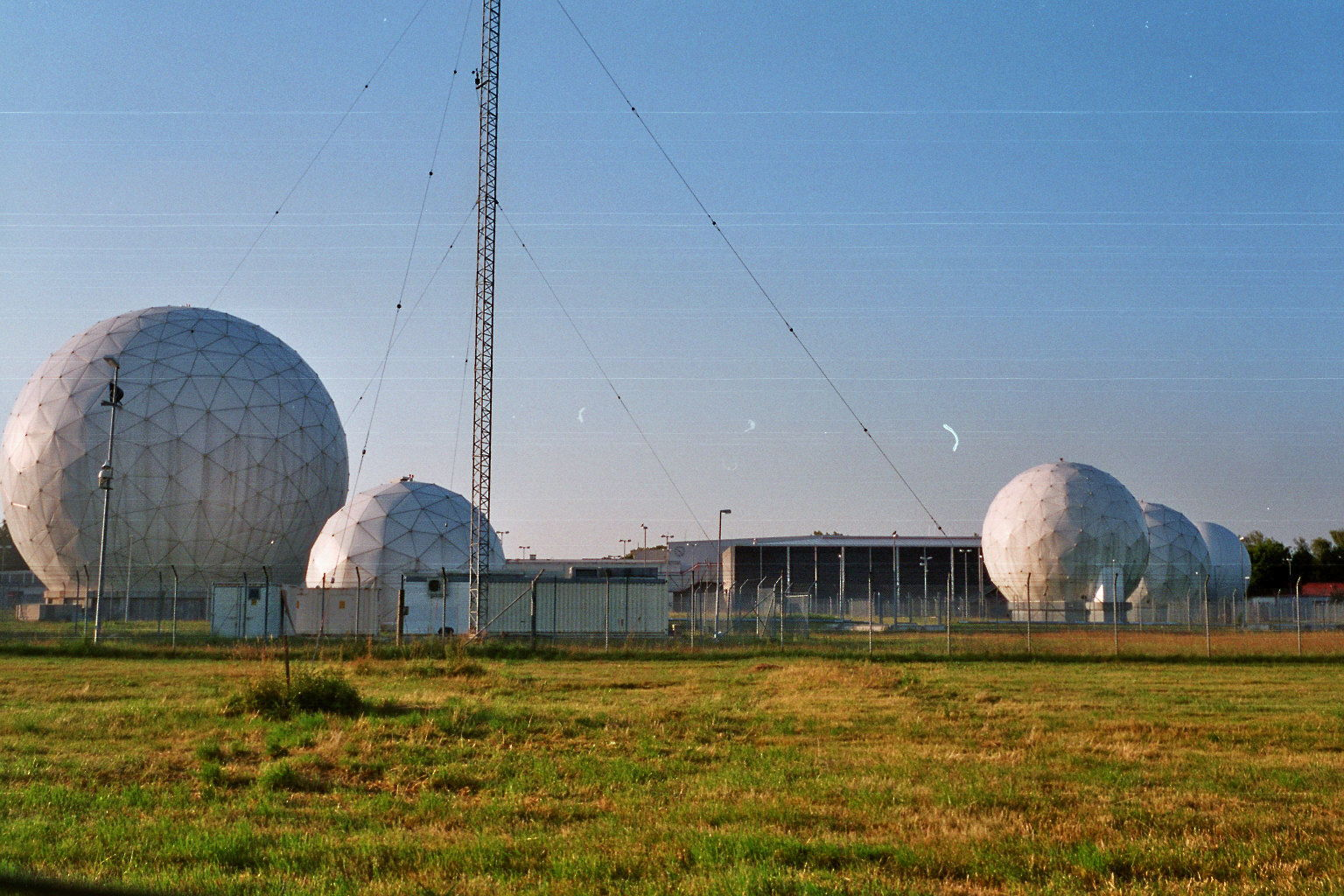
Odposlouchávací stanice německé zpravodajské služby a Národní bezpečnostní agentury (NSA) USA

Asi 2,5km severozápadně od centra ve čtvrti (obci) Mietraching je umístěna odposlouchávací stanice pro sledování satelitů a dříve i pozemní radiové komunikace. V letech 1955-2004 byla postavena a provozována různými složkami vlády USA, potom německou zpravodajskou službou ve spolupráci s Národní bezpečnostní agenturou (NSA) USA.